# Суманоура-Мару
Суманоура-Мару — транспортне судно, яке під час Другої світової війни брало участь у операціях японських збройних сил на Тихому океані.
Судно спорудили в 1940 році на верфі Mitsubishi Jukogyo Zosensho в Йокогамі для компанії Mitsubishi Shoji.
У листопаді 1940-го «Суманоура-Мару» було реквізоване для потреб Імперського флоту Японії. До 14 січня 1941-го воно пройшло на верфі Naniwa Dock Yard у Осаці переобладнання в сітьовий загороджувач.
У червні — серпні 1941-го «Суманоура-Мару» здійснював патрулювання в районі Шанхаю, острова Хайнань та південного В'єтнаму, а у вересні знову побував в Naniwa Dock Yard (є відомості, що корабель при цьому отримав чотири 120-мм гармати та 24 глибинні бомби).
На початку грудня 1941-го «Суманоура-Мару» перейшов з Окінави до Кіруну (наразі Цзілун на Тайвані), а 17 грудня разом зі ще 20 суднами вийшов з Кіруна та попрямував до затоки Лінгайєн на острові Лусон. Він входив до третього ешелону сил вторгнення на Філіппіни (загалом до цієї операції залучили 76 транспортів). Висадка десанту відбулась 24 грудня.
26 грудня 1941-го корабель прибув до Мако (важлива база японських ВМС на Пескадорських островах у південній частині Тайванської протоки), де прийняв вантаж мін та вибухівки. 9 січня 1942-го «Суманоура-Мару» доправив його до Малалаг у затоці Давао на південному узбережжі філіппінського острова Мінданао (японці висадились в Давао ще наприкінці грудня).
Надалі корабель перейшов до центру нафтовидобутку в Таракані на північно-східному завершенні Борнео (тут японці висадились 11 січня). 21 січня «Суманоура-Мару» та ще 14 транспортів рушили для висадки десанту в розташованому південніше іншому центрі нафтовидобувної промисловості — Балікпапані. 23 січня на переході конвой був атакований літаками, яким вдалось потопити один з транспортів, тоді як інші ввечері того самого дня прибули до Балікпапану та почали висадку десанту. У перші години 24 січня американські есмінці атакували сили вторгнення і змогли потопити й пошкодити ще кілька суден. Зокрема, есмінець USS Pope поцілив та потопив «Суманоура-Мару», разом з яким загинуло багато військовослужбовців та членів екіпажу (з останнього вціліли лише 9 моряків).